# Rolf Hammar (jurist)
Rolf Lennart Hammar, född 22 september 1937 i Korpilombolo socken, är en svensk jurist som var lagman i Sundsvalls tingsrätt från 1987 till 2006.
Hammar blev juris kandidat vid Uppsala universitet 1965 och genomförde tingstjänstgöring 1966–1968, innan han blev hovrättsfiskal vid hovrätten för Nedre Norrland 1969. Han var rådman i Östersunds tingsrätt 1975-1977, hovrättsråd och kammarrättsråd i Sundsvall 1977-1987 samt lagman i Sundsvalls tingsrätt från 1987.
Hammar var gift från 1962 med Ulla, adjunkt, född Niemi 1936.